# 唐木田藤五郎

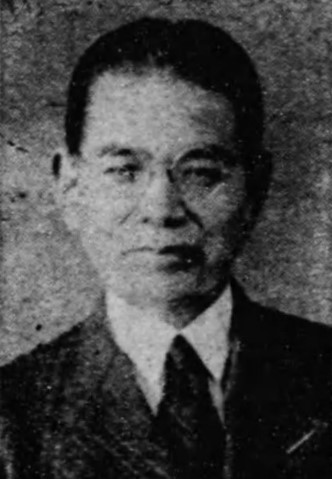
唐木田藤五郎

唐木田 藤五郎（からきだ とうごろう、1897年（明治30年）7月14日 - 1968年（昭和43年）3月3日）は、日本の実業家、政治家。衆議院議員（1期）。

## 来歴
長野県更級郡屋代町（現千曲市）生まれ、小県蚕業学校（長野県上田東高等学校）を経て、大正8年（1919年）上田蚕糸専門学校製糸科（現信州大学繊維学部）卒業。横浜の合名会社「茂木」に入社するが、経営難から退社し、翌年東華洋行を創業し、横浜港での国際貿易に当たったが、同12年（1923年）の関東大震災の打撃を受ける。同15年（1926年）日本蚕糸機械商会、昭和5年（1930年）日本ダイガスト、昭和8年（1933年）国光社出版部を創業するなど、京浜地方で多くの企業に関与した。昭和初期から都市と農村を結ぶ協同組合運動に尽力し、屋代に地域の談論の場として「観山荘」を構えた。また、信濃毎日新聞客員となった。
大正9年（1910年）信濃革新同盟準備会に参加、翌年（1911年）の「信州」では政界革新を唱道した。昭和22年（1947年）第23回衆議院議員総選挙に長野県第2区から国民協同党公認で出馬し、当選した。昭和24年（1949年）第24回衆議院議員総選挙で落選した。1953年（昭和28年）の第3回参議院議員通常選挙に全国区から改進党公認で出馬したが落選した。
1968年（昭和43年）3月3日死去、70歳。死没日をもって勲四等瑞宝章追贈、従五位に叙される。